# 羅伯特·文圖里尼
羅伯特·文圖里尼（義大利語：Roberto Venturini，1960年12月30日—）是一位聖馬利諾的政治家，於2015年4月至2015年10月與安德烈亞·貝盧齊同時擔任執政官。他最早以天主教民主黨的身分於2012年進入大議會。
羅伯特·文圖里尼現在居住於塞拉瓦萊，並育有兩名小孩。